# Уманьферммаш (футбольний клуб)
Футбольний клуб «Уманьферммаш» — український аматорський футбольний клуб з міста Умань Черкаської області, заснований у 2011 році. Виступає у Чемпіонаті та Кубку Черкаської області. Домашні матчі приймає на «Центральному стадіоні», місткістю 7 552 глядачів.

## Досягнення
- Чемпіонат Черкаської області
  - Срібний призер: 2013, 2015, 2016
  - Бронзовий призер: 2011, 2012
- Кубок Черкаської області
  - Володар: 2011
  - Фіналіст: 2014
- Кубок України серед аматорів
  - 1/8 фіналу: 2011.